# Therese Vogl
Therese (Thoma) Vogl (12 de novembro 1845 – 29 de setembro 1921) foi um soprano wagneriano da Alemanha.
Nasceu em Tutzing, na Baviera, a 12 de Novembro de 1845. Ela e seu marido Heinrich Vogl se casaram em 1868. Foi contemporânea e possível rival de Lilli Lehmann.
Faleceu em Munique a 29 de Setembro de 1921.
Estudou no Conservatório de Munique, e a sua estréia foi no Hoftheater Karlsruhe. Sua estréia em Munique, em 1866, no papel de Casilda numa performance de Daniel Auber La part du diable. Desempenhou o papel de Sieglinde, em Die Walküre de Richard Wagner, em 26 de junho de 1870, com o seu marido Heinrich Vogl desempenhando o papel de Siegmund.

## References
1. 1 2  Klein, H. (1977). Great Women-Singers of My Time. 1931: Ayer Publishing. pp. 205–7. ISBN 9780836906011
2. ↑  «Vogl, Therese». Consultado em 27 de setembro de 2009
3. ↑  Hamilton, D., ed. (1987). The Metropolitan Opera Encyclopedia. [S.l.]: Simon & Schuster. p. 384. ISBN 0-671-61732-X
4. ↑  «Das Rheingold: Performance History». Consultado em 27 de setembro de 2009
5. ↑  «Die Walküre: Performance History». Consultado em 26 de setembro de 2009